# Chrystal Macmillan

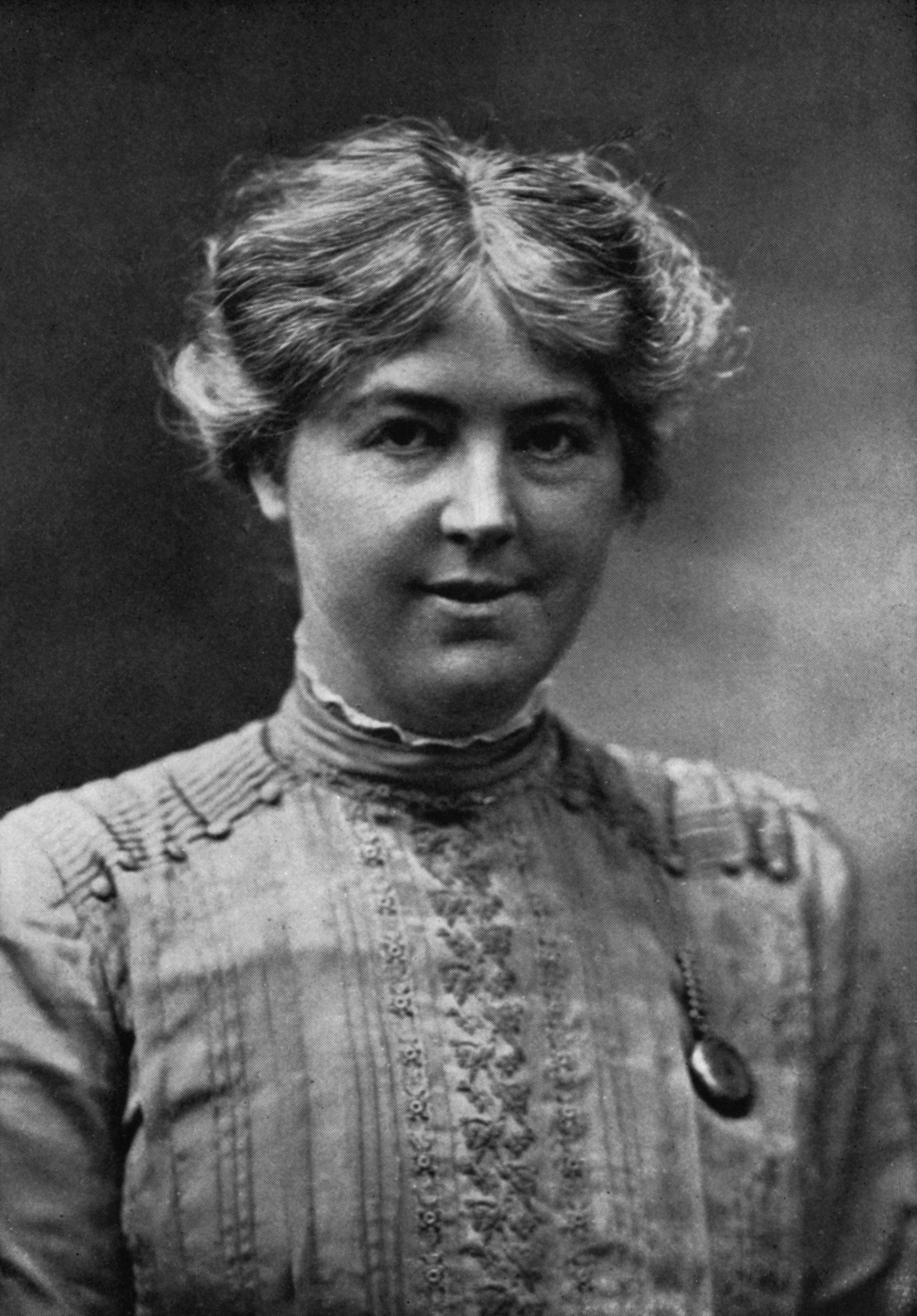
Jessie Chrystal Macmillan

Chrystal Macmillan, auch Jessie Chrystal Macmillan, MA BSc (geboren am 13. Juni 1872 in Edinburgh; gestorben am 21. September 1937 ebenda) war eine liberale Politikerin, Rechtsanwältin, Feministin, Suffragistin und Pazifistin. Und sie war die erste weibliche Graduierte der Naturwissenschaften an der University of Edinburgh und gleichzeitig auch die erste mit "Honours" Graduierte in Mathematik an dieser Institution. Sie war eine Aktivistin für das Frauenwahlrecht und für andere Belange der Frauen. Sie war die erste Frau, die in einem Rechtsfall vor dem House of Lords persönlich plädierte und sie war eine der Begründerinnen der Women’s International League for Peace and Freedom (deutsch: Der Internationalen Liga der Frauen für Frieden und Freiheit).
Im ersten Jahr des Ersten Weltkriegs sprach Macmillan für die nach Frieden strebenden Frauen des Vereinigten Königreichs auf dem International Congress of Women, einem Friedenskongress in Den Haag. Danach traf sie sich mit politischen Weltführern wie dem Präsidenten Woodrow Wilson, deren Länder noch neutral waren, um ihnen die in Den Haag formulierten Vorschläge zu präsentieren. Wilson nutzte in der Folge einige dieser Vorschläge für seine Vierzehn Punkte, seine Rechtfertigung, einen Krieg zu beginnen, um einen dauerhaften Frieden einzuläuten. Am Ende des Kriegs nahm Macmillan als Delegierte an der Pariser Friedenskonferenz 1919 teil und half mit, den Völkerbund zu gründen. Macmillan machte einen vergeblichen Versuch, den Völkerbund zur Festlegung eines Problems in ihrem Sinne zu bringen, nämlich dass eine Frau, die eine andere Nationalität als der Ehemann hat, diese in der Ehe behalten darf.

## Frühe Karriere
Macmillan wurde als Jessie Chrystal Macmillan am 13. Juni 1872 dem John Macmillan, einem Teehändler, der für Melrose & Co in Leith arbeitete, und seiner Frau Jessie Chrystal Finlayson geboren. Die Familie lebte in der Duke Street 8, Edinburgh. Die Duke Street wurde ab 1922 Dublin Street genannt und liegt in der Neustadt. Chrystal war neben den acht Söhnen die einzige Tochter des Paares. Nach einer frühen Erziehung in Edinburgh besuchte sie die St Leonards School and St Katharines School for Girls in St Andrews an Schottlands Ostküste. Sie kam zurück und schrieb sich im Oktober 1892 in die University of Edinburgh ein. Sie gehörte zu den ersten weiblichen Studierenden, darunter war auch Lilias Maitland, war aber nicht die erste, die einen Abschluss machte, da andere schon als fortgeschrittene Studentinnen eingetreten waren und früher ihren Master machen konnten. Macmillan studierte die "naturwissenschaftliche" Mathematik bei George Chrystal, Astronomie bei Ralph Copeland und Naturphilosophie bei Peter Guthrie Tait und Cargill Gilston Knott. Sie machte ihren „Bachelor of Science“ im April 1896, als erste Frau in Edinburgh.

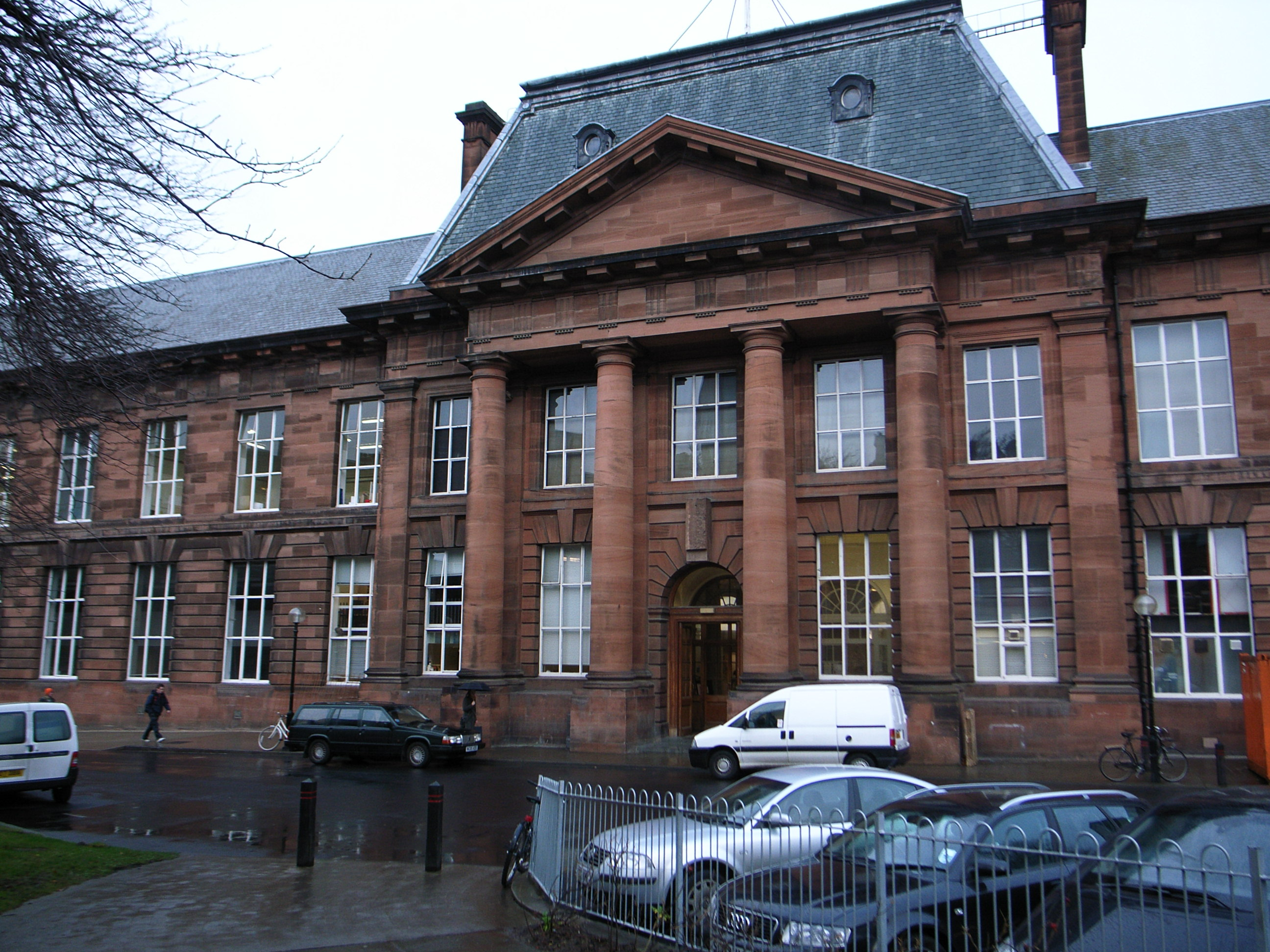
College of Art, Haupteingang

Im Sommer 1896 ging sie zur Fortsetzung des Studiums nach Berlin, kam dann zurück nach Edinburgh und absolvierte eine Prüfung in Griechisch, um im Oktober 1896 in die "Fakultät der Sieben freien Künste" eintreten zu können. Sie studierte eine Anzahl von gesellschaftlichen Fächern einschließlich Politik und machte den Abschluss im April 1900. Macmillan war die erste Frau, die einen „First-class honours“-Abschluss in Edinburgh in Mathematik und Naturphilosophie machte, hinzu kam ein „Second-class honours“-Abschluss in Moralphilosophie und Logik. Während dieser Zeit war sie ein Mitglied der „Edinburgh Ladies' Debating Society“, einem Forum, das ihr half, das Selbstvertrauen zu gewinnen, um im Angesicht von Opposition argumentieren zu können. Sie schloss sich im Mai 1897 auch der „Edinburgh Mathematical Society“ an, als zweites weibliches Mitglied nach Flora Philip im Jahr 1896.

## Frauenrechte
Macmillan war in der „Edinburgh National Society for Women's Suffrage“ (ENSWS) aktiv. 1897 vereinigten sich in Großbritannien zwei Frauenverbände zur National Union of Women's Suffrage Societies (NUWSS), für die Macmillan zusammen mit Louisa Stevenson als Mitglieder im „Executive Committee“ (Vorstand) für Edinburgh amtierten. Sie nannte sich immer Chrystal Macmillan, sie benutzte den Vornamen Jessie nicht.

### Wahl eines Unterhausmitglieds für die Universität
Als Graduierte waren Macmillan und vier andere Frauen in der Universität Edinburgh vollwertige Mitglieder des „General Council“, aber es wurde ihnen verwehrt, im Februar 1906 das Unterhausmitglied mitzuwählen, das den Parlamentssitz einnehmen sollte, der der Universität zustand. Macmillan argumentierte, dass die Formulierungen der Wahlstatuten des General Councils durchwegs den Ausdruck 'Person' verwendeten und dass sie und die vier anderen Graduierten in der Tat Personen seien. Im März schrieb Macmillan an Elizabeth Clarke Wolstenholme Elmy, um diese um Hilfe zu bitten. Diese war nämlich die Verfasserin der Kampfschrift The Enfranchisement of Women. Macmillan teilte Elmy mit: "I formed my beliefs on your pamphlet." (deutsch: Ich bildete meine Vorstellungen aufgrund Deines Pamphlets.) Elmy empfahl, dass sie Charlotte Carmichael Stopes für zusätzliche nützliche Argumente kontaktieren solle. Macmillan ging mit diesem Fall 1907 vor das Gericht der Universität, verlor aber den Prozess und auch eine darauf folgende Appellation. Schottische Frauenwahlrechtsaktivistinnen schlossen sich zusammen, um die 1000 Pfund zusammenzubringen, damit dieser Fall vor das House of Lords gebracht werden konnte. Sie hofften, dass in Großbritannien das Bewusstsein über die Absurdität und die Ungerechtigkeit, dass das Wahlrecht gebildeten Frauen wie ihnen verweigert werde, sich vergrößern würde.

### Prozess vor dem House of Lords

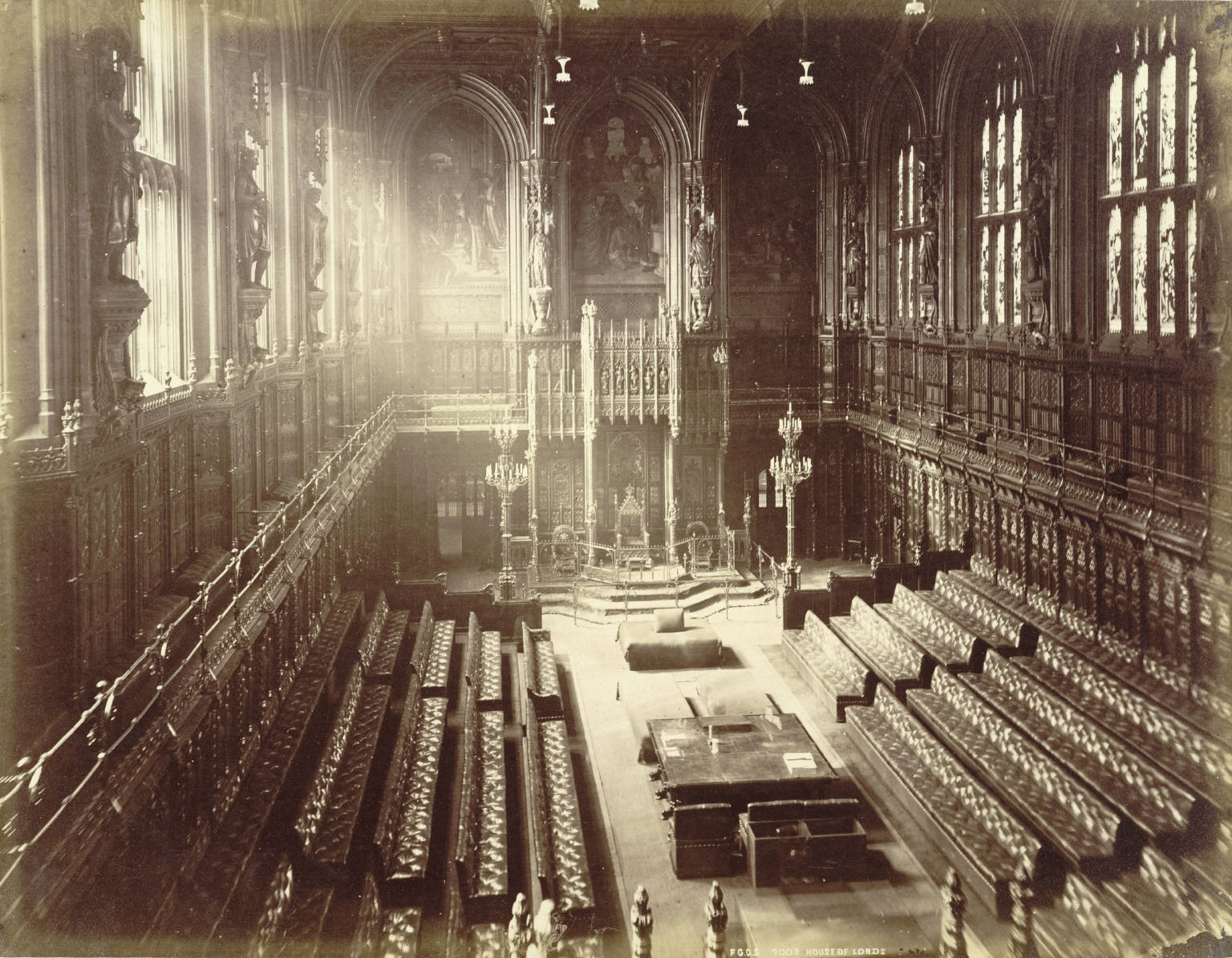
Sitzungssaal der Peers, House of Lords, Westminster, (um 1880)

Im November 1908 erschien Macmillan in London, um als Graduierte einer Universität Argumente für ihr Recht vorzubringen, einen Sitz für die schottische Universität durch Wahl mitbestimmen zu dürfen. Macmillan war die erste Frau, die einen Fall vor das Gericht des House of Lords bringen konnte. Sie wurde von ihrer Zeitgenossin Frances Simson unterstützt, die eine der ersten acht weiblichen Graduierten Edinburghs war. Als ihr spät am Tag Gehör geschenkt wurde, sprach sie eine Dreiviertelstunde lang. Presseberichte über ihren Auftritt beschrieben sie als eine "moderne Portia". In Schottland berichtete die Glasgower Zeitung The Herald, dass sie nervös begonnen habe, sich dann aber für ihren Gegenstand erwärmt und in einem bewundernswerten Vortrag ihr Plädoyer gehalten habe. Zwei Tage später fuhr sie fort, in ihrem Fall vorzutragen, dieses Mal vollständig konzentriert und in ein rotes Kleid mit einem pelzbesetzten Hut gekleidet. Wie andere Aktivistinnen des Frauenwahlrechts in Großbritannien und den Vereinigten Staaten gründete sie ihre Klage auf die Ausdrücke Person und Personen in den Wahlbestimmungen, indem sie argumentierte, dass solche unbestimmten Worte keine Grundlage für den Ausschluss des ganzen weiblichen Geschlechts von der Wahl seien. Das Gericht bestätigte die Entscheidungen der beiden unteren Gerichte, dass das Wort Person die Frauen nicht einschloss, wenn es um die vom Staat gewährten Vorrechte ging. Sie verlor den Prozess, aber The New York Times berichtete, dass sie auf diese gegen sie gerichtete Entscheidung mit dem Ausspruch reagiert habe: "We'll live to fight another day." In Wellington, Neuseeland, schrieb die Zeitung Evening Post einen weniger scharfen Bericht, indem sie festhielt, dass Macmillan in der Niederlage guten Mutes gewesen sei. Nach dem Prozess habe sie zu einem Reporter von der Londoner Zeitung Daily Chronicle gesagt: "I don't suppose that there is anything more to be done just now, but we shall live to fight another day." (deutsch: Ich glaube nicht, dass im Augenblick mehr erreicht werden kann, aber wir werden zu unseren Lebzeiten noch weitere Kämpfe ausfechten.) Ganz egal wie ihre genauen Wort lauteten, ihr Auftritt im Oberhaus zog weltweite Aufmerksamkeit auf sich, die sehr wertvoll für die Sache der Frauen war.

### Frauenrechte auf internationaler Ebene
1911 nahm Macmillan am sechsten Kongress der International Woman Suffrage Alliance (IWSA) in Stockholm teil. Dort begann sie, in Zusammenarbeit mit Marie Stritt, der Präsidentin des Deutschen Verbands für Frauenstimmrecht, und mit Maria Vérone, der Präsidentin der „Französischen Liga für Frauenrechte“, mit einem Langzeitprojekt der Dokumentation der Wahlrechtsverhältnisse für Frauen auf der ganzen Welt. Nach zwei Jahren an Korrespondenz mit den weltweit verstreuten Frauenrechtsaktivistinnen zur Sammlung von globalen Informationen stellten die Frauen im Mai 1913 das Buch Woman Suffrage in Practice, 1913 fertig, zu dem Carrie Chapman Catt ein Vorwort schrieb. Veröffentlicht in Verbindung mit der National American Woman Suffrage Association beschrieb das Buch die zu dieser Zeit herrschenden Wahlverhältnisse in 35 Ländern und Kaiserreichen. Die Autorinnen hatten sich die Arbeit nach Ländern aufgeteilt; Macmillan war verantwortlich für die Darstellung des Vereinigten Königreichs, der Vereinigten Staaten, Neuseelands, Australiens, Indiens, Chinas, Südafrikas und von fünf kleineren Ländern. Macmillan hielt fest, dass in wenigen Ländern und Kaiserreichen die Frauen speziell durch Gesetze von der Wahl ausgeschlossen wurden, sie wurden allein durch das Gewohnheitsrecht an der Wahl gehindert. Sie schrieb sowohl aus persönlicher Erfahrung wie auch aus der Beobachtung durch Aktivistinnen heraus: „As soon as they become alive to this fact, they have tested the legality of their exclusion in the law courts.“ (deutsch: Sobald sie sich dieser Tatsache bewusst geworden sind, haben sie die Gesetzmäßigkeit ihres Ausschlusses vor den Gerichten getestet.)
1913 besuchte Macmillan den siebenten IWSA-Kongress in Budapest und wurde dort die Vizepräsidentin der IWSA, eine Stellung, die sie zehn Jahre lang innehaben sollte. 1914 war sie die Autorin eines 30 Seiten starken Büchleins, das den Titel Facts versus fancies on woman suffrage (deutsch: Fakten im Kontrast zu Frauenwahlrechtsträumen) trug und von der NUWSS herausgegeben wurde.

## Friedensaktivismus

### Pazifismus gegen Patriotismus

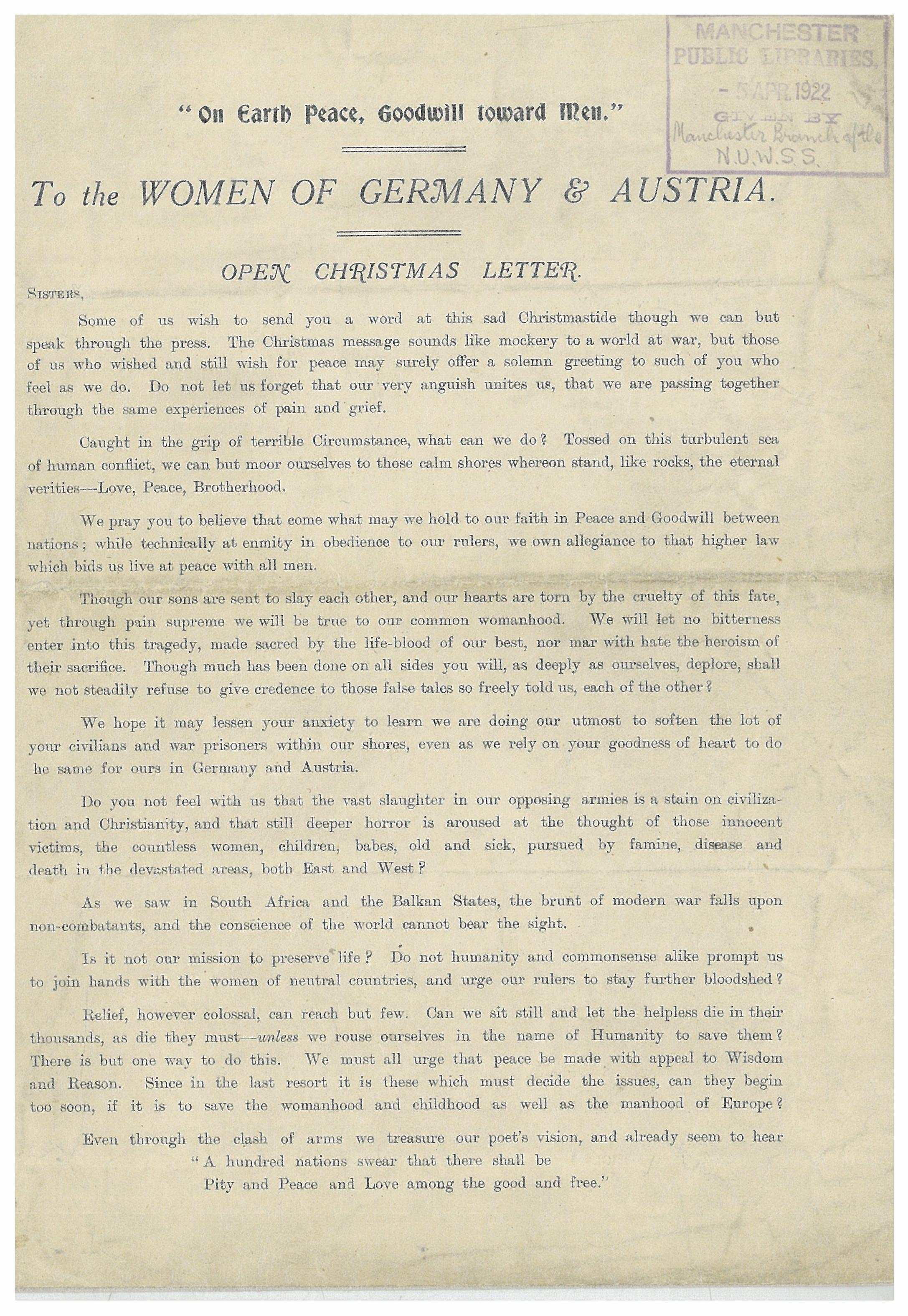
Der offene Weihnachtsbrief (Open Christmas Letter) von 1914

Als der Erste Weltkrieg begann, hielt Macmillan Ausschau nach Friedensaktivismus vonseiten der NUWSS. Stattdessen gab es eine Mehrheit bei den britischen Frauen, die den Männern beim Gewinnen des Krieges helfen wollten. Ihr eigener Pazifismus war überhaupt nicht passiv – bald nach Ausbruch der Feindseligkeiten reiste sie auf einer Barmherzigkeitstour nach Flushing in den Niederlanden. Ende Oktober 1914 brachte sie den Flüchtlingen nach dem Fall von Antwerpen Nahrungsmittel. Macmillan unterschrieb Ende 1914 den „Open Christmas Letter“, ein Zeichen der Kommunikation zwischen Frauen der kriegsbeteiligten Nationen, die nach Frieden suchten.
Anderswo in der Welt waren pazifistische Frauen gezwungen, sich an die Realitäten des Krieges anzupassen. Nach den „Kanonen des Augusts“ entwickelte Rosika Schwimmer, eine Bürgerin von Österreich-Ungarn, deren Arbeit in England sie von der Rückkehr in die Heimat abgehalten hatte, ihre Idee für eine internationale Konferenz der Neutralen, die zwischen den kriegsführenden Nationen vermitteln sollten. Im September 1914 schrieb Stritt an Catt in Amerika und betonte ihr tiefes persönliches Bedauern über den schrecklichen Krieg. Die pazifistischen Frauen aus Deutschland waren wegen des Krieges gezwungen, ihre Einladung zurückzuziehen, Gastgeberinnen des jährlichen IWSA-Kongresses zu sein, der neun Monate später in Berlin abgehalten werden sollte. Im Dezember 1914 publizierte Julia Grace Wales, eine Professorin an der University of Wisconsin–Madison, ihre Ansichten über die Bemühungen, einen Frieden durch Vermittlung zu erreichen, in einer Broschüre mit dem Titel „Continuous Mediation Without Armistice“, was volkstümlich als „Wisconsin Plan“ bezeichnet wurde. Catt, die diese Botschaften als Inspiration empfand, schlug vor, lieber einen internationalen viertägigen Friedenskongress der Frauen abzuhalten, der ab 28. April 1915 in Den Haag stattfinden sollte, als einen Frauenwahlrechts-Kongress in Berlin.
Als diese Ankündigung das Vereinigte Königreich erreichte, war die NUWSS zweigeteilt, auf der einen Seite waren die Patriotinnen wie Millicent Fawcett, die sich dem Kriegshilfswerk verschrieben hatten, und auf der anderen Seite die Unterzeichnerinnen des „Christmas Letter“, die Friedensdelegierte zu schicken wünschten. Die Mehrheit in der NUWSS war jedoch nationalistischer als die friedensgesinnte Minderheit. Sie wiesen eine Resolution zurück, die von den Internationalistinnen Helen Bright Clark und Margaret Bondfield unterstützt wurde, die gerne eine Delegation nach Den Haag geschickt hätten. Aus diesem Grund traten Frauen wie Margaret Ashton, Helena Swanwick und Maude Royden aus der NUWSS aus und machten Pläne, nach Den Haag zu reisen; in der Summe waren es ungefähr 180 Frauen. Macmillan war das einzige internationale Vorstandsmitglied der NUWSS, das nicht austrat; sie war gerade unterwegs, um Hilfsdienste zu leisten. Sie leistete Freiwilligen-Arbeit in der Nähe von Den Haag und wollte sich den Ex-NUWSS-Mitgliedern anschließen, wenn die Gruppe den Ärmelkanal überquert hätte.

### Internationaler Frauenfriedenskongress

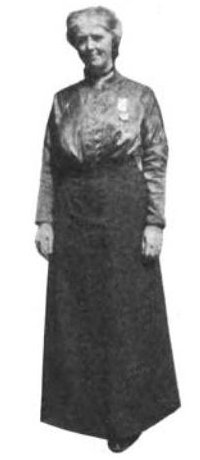
Macmillan, 1915 fotografiert in Den Haag für einen Artikel, der in The Survey veröffentlicht wurde.

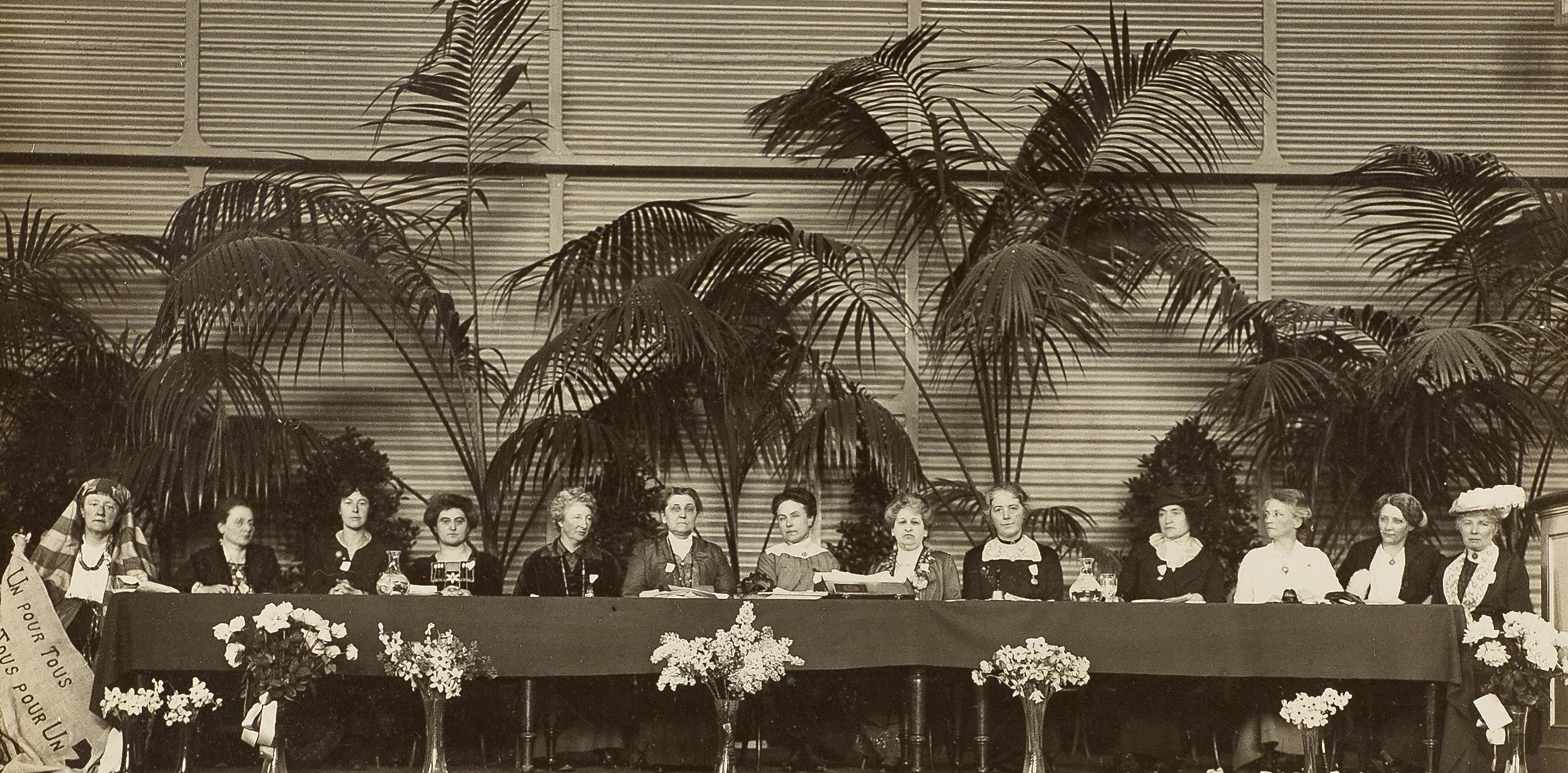
Internationaler Frauenfriedenskongress von 1915. Von links nach rechts: 1. Lucy Thoumaian – Armenien, 2. Leopoldine Kulka – Österreich 3. Laura Hughes – Kanada, 4. Rosika Schwimmer – Ungarn, 5. Anita Augspurg – Deutschland, 6. Jane Addams – USA, 7. Eugénie Hamer – USA, 8. Aletta Jacobs – Niederlande, 9. Chrystal Macmillan – UK, 10. Rosa Genoni – Italien, 11. Anna Kleman – Schweden, 12. Thora Daugaard – Dänemark, 13. Louise Keilhau – Norwegen

Vom 28. April bis zum 1. Mai 1915 versammelte sich in Den Haag ein großer Kongress von Frauen aus Nordamerika und Europa, um Friedensvorschläge zu diskutieren. Das Ereignis wurde der „International Congress of Women“, (Internationaler Frauenfriedenskongress), genannt oder auch „Women's Peace Congress“. Das 180 Personen starke Kontingent britischer Frauen wurde zum größten Teil durch Winston Churchills absichtliche Einstellung des britischen Fährdienstes über den Ärmelkanal reduziert, wodurch die meisten britischen Aktivistinnen an der Teilnahme gehindert wurden. Da sie schon in Antwerpen war, konnte Macmillan bequem an der Frauenkonferenz teilnehmen und für das Vereinigte Königreich sprechen – sie war eine der drei anwesenden britischen Frauen. Sie wurde als Mitglied für das internationale Komitee ausgewählt, das zu den neutralen Nationen zu reisen hatte und dort die Vorschläge des Kongresses fördern sollte. Der Wisconsin Plan wurde einstimmig als die optimale Methode angenommen, der Welt den Frieden zurückzubringen. Macmillan, Schwimmer und das Komitee reisten in die neutralen Vereinigten Staaten, um ihn dem Präsidenten Woodrow Wilson zu präsentieren. Viele der Friedensvorschläge wurden von Wilson in seinen Vierzehn Punkten verwendet, und die Bemühungen der Frauen halfen mit, die spätere Gründung des Völkerbunds zu ermutigen.
Nach dem Krieg ging Macmillan im Mai 1919 als Delegierte nach Zürich zum „International Congress of Women“. Der Kongress verdammte die harschen Bedingungen der Kapitulation sehr, die für Deutschland im Vertrag von Versailles geplant waren, der im Monat danach unterzeichnet werden sollte. Macmillan überbrachte diese Verurteilung durch den Kongress der beginnenden Pariser Friedenskonferenz, aber es wurden keine Veränderungen des Vertrages gemacht.

## Rechtsanwältin

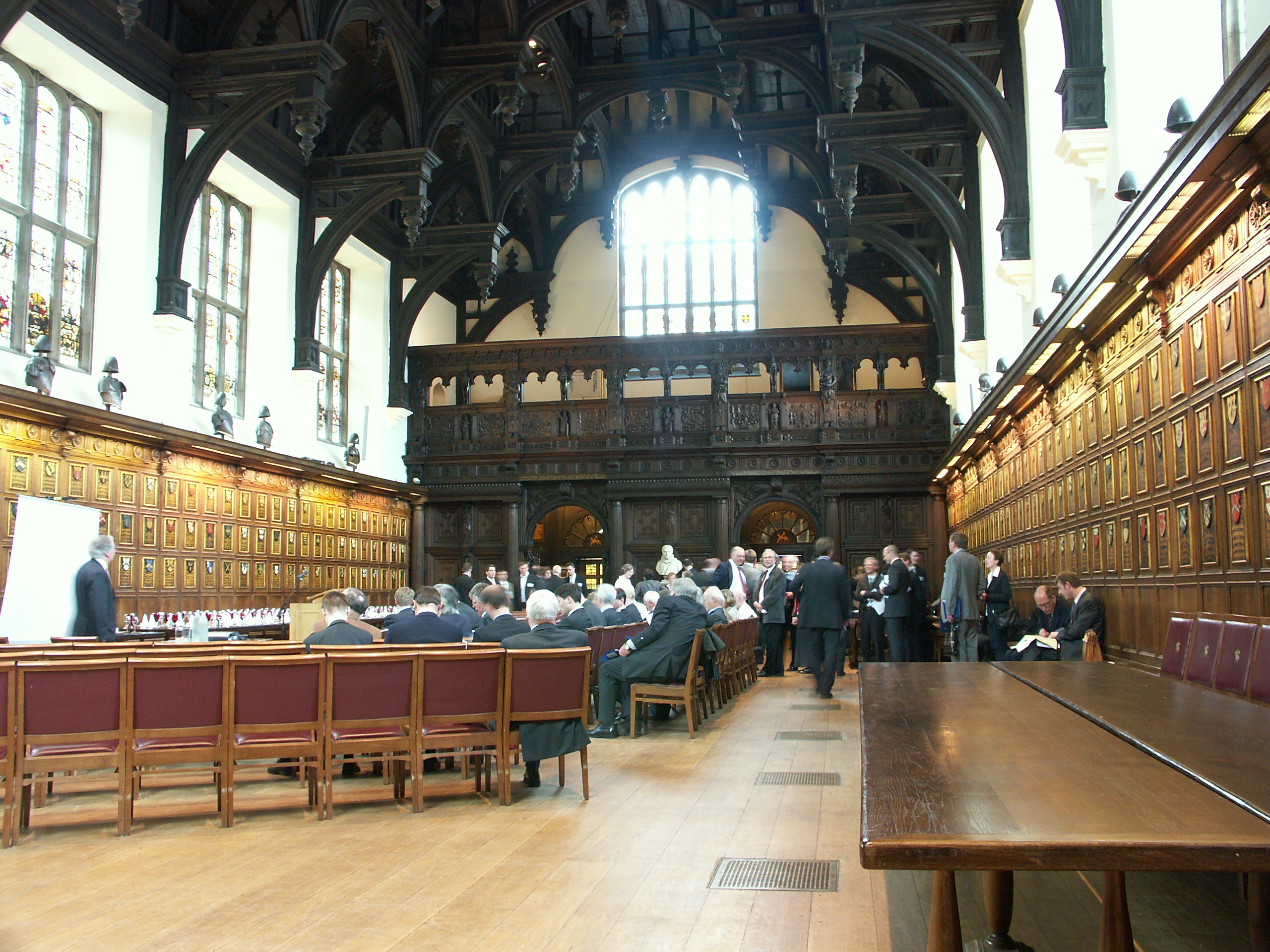
Middle Temple Hall (2017)

Zu Beginn des Jahres 1918 wurde den britischen Frauen, die das Alter von 30 Jahren erreicht hatten, das Stimmrecht und die Kandidatur für öffentliche Ämter gewährt. Nach der Verabschiedung des Gesetzes „Sex Disqualification (Removal) Act 1919“ (deutsch: Gesetz zur Aufhebung der Disqualifikation von Frauen, 1919), welches es den Frauen möglich machte, Mitglieder der juristischen Berufe zu werden, bewarb sich Macmillan beim Middle Temple als auszubildende Rechtsanwältin. Vor Gericht zu erscheinen wurde ihr am 28. Januar 1924 erlaubt und im Jahr 1926 wurde sie Mitglied des „Western Circuit“; sie war die zweite Frau, die zu Gerichtssitzungen zugelassen wurde. Bis 1929 war sie Verteidigerin in den sechs Fällen, in denen sie während der Gerichtstour auftrat. Und 1927 bis 1936 übernahm sie 65 Fälle in den Verhandlungen der „North London Session Courts“. Ab 1929 erschien sie in fünf Fällen als Vertreterin der Anklage am zentralen Kriminalgerichtshof und in einem Fall für die Verteidigung. Für ihre Zivilverfahren gibt es keine Nachweise. Als sie für ihre Zulassung studierte, war sie an der Gründung des Vereins „Open Door Council“ beteiligt, bei dem es um die Bekämpfung der gesetzlichen Einschränkungen für Frauen ging. Macmillan arbeitete mit an der Aufhebung von Restriktionen, um so den Frauen auf allen Stationen ihrer beruflichen Laufbahn gleichberechtigte Möglichkeiten zu geben. Die NUWSS wurde 1918 reorganisiert und hieß dann „National Union of Societies for Equal Citizenship“, aber Macmillan war nicht einverstanden mit der Haltung der Union zur Schutzgesetzgebung für Arbeiterinnen. 1929 war sie bei der Gründung eines globalen Verbandes mit dabei, der „Open Door International for the Economic Emancipation of the Woman Worker“ – sie amtierte als Präsidentin dieses Vereins bis zu ihrem Tod.

## Politikerin
Bei den allgemeinen Wahlen von 1935 kandidierte Macmillan erfolglos als Kandidatin der Liberalen in Edinburgh Nord. Sie wurde nur dritte mit weniger als 6 % der abgegebenen Stimmen.
Im gleichen Zeitabschnitt arbeitete sie daran, dem Handel mit Frauen als Sex-Sklavinnen Einhalt zu gebieten. Zu diesem Zweck arbeitete sie mit Alison Roberta Noble Neilans „Association for Moral and Social Hygiene“ zusammen. Die feministische Autorin Cicely Hamilton schrieb über Macmillan, dass
"she was the right kind of lawyer, one who held that Law should be synonymous with Justice ... Her chief aim in life — one might call it her passion — was to give every woman of every class and nation the essential protection of justice. She was, herself, a great and very just human being ... She could not budge an inch on matters of principle but she never lost her temper and never bore a grudge in defeat."
(deutsch: sie die richtige Art von Rechtsanwältin war, eine, die die Einstellung hatte, dass Gesetze synonym mit Gerechtigkeit sein müssten ... Ihr Hauptziel im Leben – man könnte es eine Passion nennen – war es, jeder Frau aus jeglicher Schicht und Nation den wesentlichen Schutz durch die Justiz zu geben. Sie war selbst ein großartiges und sehr gerechtes menschliches Wesen ... Sie konnte keinen Zoll nachgeben, wenn es um prinzipielle Dinge ging, aber sie verlor nie ihren Gleichmut und war auch nie nachtragend bei einer Niederlage.)

## Nationalität der Ehefrauen

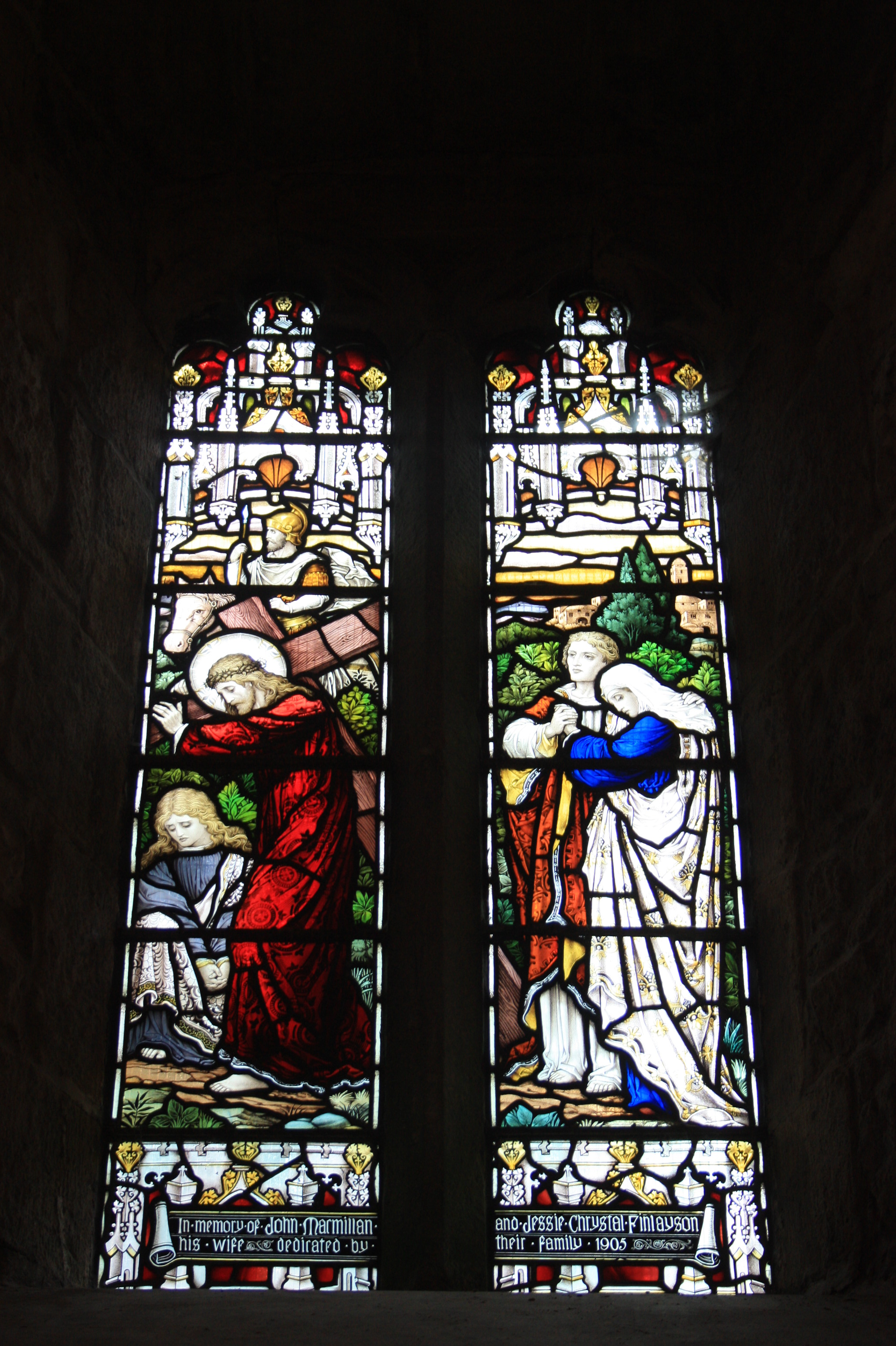
Gedenkfenster für Jessie Chrystal Macmillan, Corstorphine Parish Church

1917 wandte sich Macmillan gegen die Praxis, einer Frau diejenige Nationalität zuzuschreiben, die von ihrer Heirat abhing. Vom Jahr 1905 an war dies die Einstellung von Ishbel Hamilton-Gordon, Marchioness of Aberdeen and Temair, gewesen, die als Lady Aberdeen bekannt war. Aber Macmillan sah dieses Problem während des Krieges in neuem Licht. Frauen, die mit Ausländern verheiratet waren, sahen sich bei Beginn des Krieges plötzlich damit konfrontiert, dass sie in ihrem Geburtsland als Personen feindlicher Nationalität betrachtet wurden. Aufgrund der gleichen gesetzlichen Grundlage genoss eine Anzahl von britischen Frauen die volle Staatsbürgerschaft in feindlichen Territorien. Macmillan hielt es für das beste, dass Frauen ihre bestehende Zugehörigkeit zu einem Staat bei der Heirat beibehalten sollten. Zu diesem Ziel schrieb sie einen Artikel mit dem Titel „The Nationality of Married Women“, der zweimal in Jus Suffragii veröffentlicht wurde, einmal im Juli 1917 und erneut mit aktuellen Statistiken im Juni 1918. Es wurden jedoch keine neuen Gesetze deswegen verabschiedet; die Nationalität blieb an die des Ehemannes gebunden.
Dieses Problem kam 1930 wieder auf die Tagesordnung, als in Den Haag die „Conference on Codification of International Law“ (Konferenz zur Kodifizierung des Internationalen Rechts) abgehalten wurde. Ein starkes Kontingent der Frauen aus Amerika schloss sich den internationalen Frauengruppen an, um die existierenden nationalen Gesetze zu ändern. Aber die Frauen wurden sich nicht einig über den Wortlaut. Die intensive Lobby-Arbeit der Frauen und ein eindrucksvoller Demonstrationszug vermochten die Konferenzteilnehmer nicht zu beeinflussen; das Internationale Recht blieb bei dem Grundsatz, dass die Nationalität der Frau sich nach der ihres Ehemannes zu richten habe. Als Reaktion darauf organisierte Macmillan früh im darauffolgenden Jahr ein „International Committee for Action on the Nationality of Married Women“. Sechs der einflussreichsten internationalen Frauenverbände versuchten, eine breite Basis der Unterstützung für die arbeitenden Frauen zu bekommen. Das ausgesprochene Ziel von Macmillan war es, die Ratifizierung der Haager Konvention zu verzögern und es sicher zu machen, dass die Nationalität einer Frau nicht ohne ihre Zustimmung geändert werden könne und dass die Nationalität der Kinder eines Ehepaares nicht mehr allein auf der Nationalität des Vaters beruhen solle. Das neue Komitee war zwar erfolgreich, den Völkerbund so zu beeinflussen, dass er sich dem Problem widmete, aber als der Völkerbund eine Studiengruppe einrichtete, war diese Gruppe in zwei eigensinnige Gruppen gespalten, die sich nicht einigen konnten. Deswegen wurden sie als ineffektiv vom Völkerbund beiseite geschoben, der lieber die Haager Konvention ratifizieren wollte. Die Frauengruppen lösten sich auf und die Haager Konvention wurde 1937 ratifiziert.

## Tod

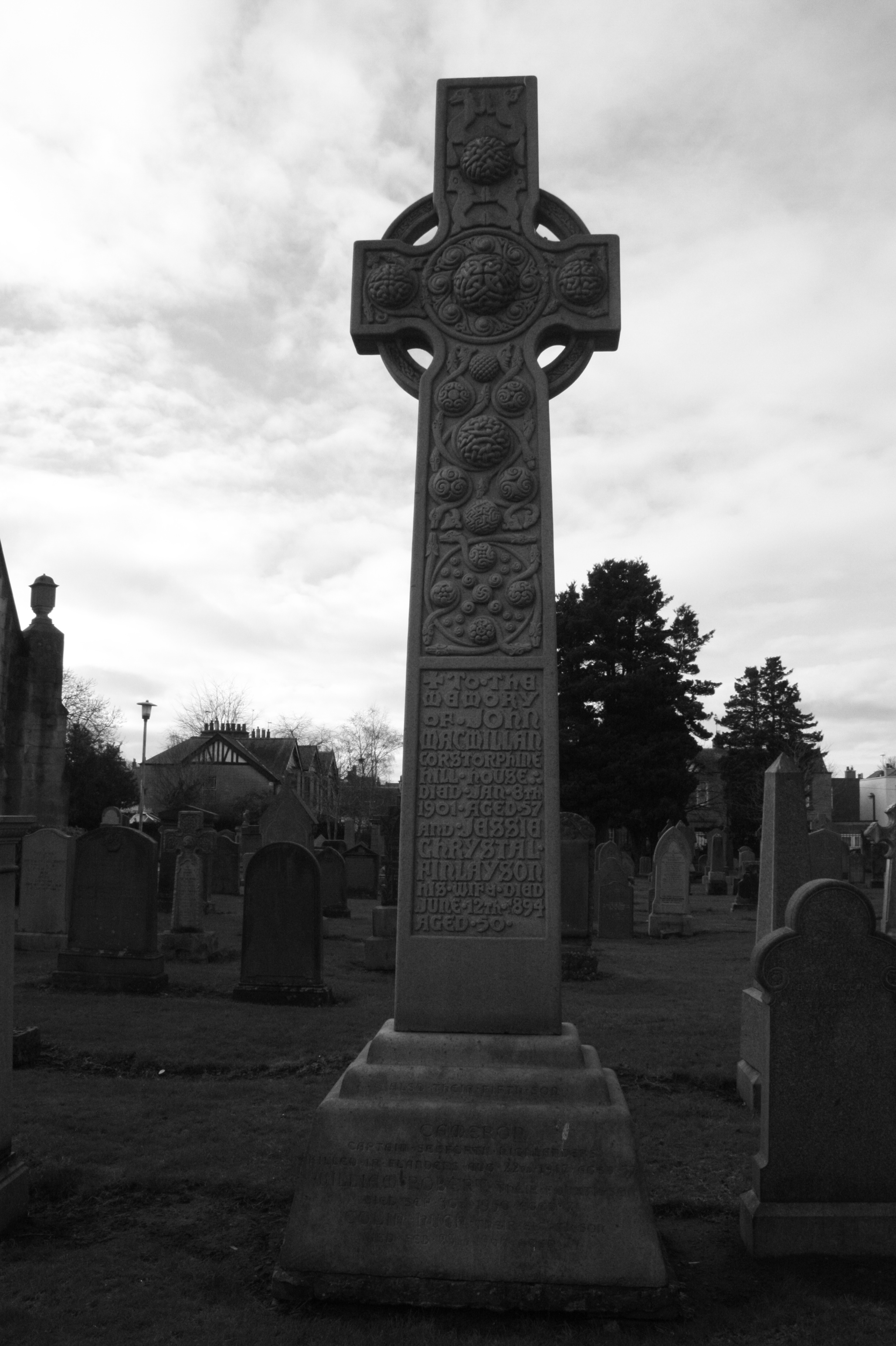
Das Grab von Chrystal MacMillan, Corstorphine churchyard, Edinburgh

1937 ließ die Gesundheit von Macmillan stark nach, im Juni wurde ihr ein Bein amputiert und das Herz war schwach. Am 21. September starb sie an Herzschwäche, in ihrem Bett zu Hause in der Chalmers Crescent 8, Edinburgh. Am 23. September wurde ihr Körper kremiert. Ihre Asche wurde im Grab ihrer Eltern im „Corstorphine Churchyard“ im Westen der Stadt beigesetzt. Das Grab ist deutlich zu sehen, da es ein massives Granitkreuz genau im Norden der Kirche aufweist.
In ihrem Testament machte sie Zuwendungen an die „Open Door International for the Economic Emancipation of the Woman Worker“ und für die „Association for Moral and Social Hygiene“.

## Erbe und Andenken
Ein Gedenkfenster wurde bald nach ihrem Tode in der Old Corstorphine Church hinzugefügt. Es befindet sich auf der Südseite der Kirche in Richtung südöstlicher Ecke.
Der „Chrystal Macmillan Prize“ ist ein mit 100 Pfund dotierter Preis, der „at the discretion of the Scholarships and Prizes Committee“ (zur Verfügung des Stipendien- und Preis-Komitees) des Middle Temple in London gegeben wurde, einer Anwaltsgruppe. Der Preis wurde als jährliche Zuwendung gestiftet, die weiblichen Jura-Studentinnen zugutekommen sollte, die am besten in den Schlussprüfungen abschnitten, und die Gesellschaften unterstützen sollte, mit denen Macmillan verbunden war.
Eine „Millennial Plaque“ zu Ehren Macmillans ist an den „King's Buildings“ angebracht, einem Wissenschaftscampus der University of Edinburgh. Das Schild hält fest, dass sie folgendes war: "suffragist, founder of Women's International League for Peace and Freedom" (deutsch: Frauenwahlrechtsaktivistin, Gründerin der "Internationalen Liga der Frauen für Frieden und Freiheit"). Ebenso war sie die "first woman science graduate of the University" (deutsch: die erste Graduierte der Naturwissenschaften der Universität). Diesen Rang erwarb sie im Jahr 1896.
Ein Gebäude in der University of Edinburgh ist nach ihr benannt, das „Chrystal Macmillan Building“ an der Nordwestecke des George Square. Seit 2008 beherbergt es den größten Teil der „School of Social and Political Science“.
1957 schufen die Vereinten Nationen den Status „Unabhängige Nationalität für jede verheiratete Person“, eine Entscheidung, für die Macmillan in ihrem Leben ohne Erfolg gearbeitet hatte.
Ihr Name und ihr Bild (und jene von 58 anderen Unterstützern des Frauenwahlrechts) befinden sich auf dem Sockel der Millicent-Fawcett-Statue auf dem Parliament Square in London, die Ende 2018 enthüllt wurde.